# Magdalena Waligórska
Magdalena Waligórska (* 24. November 1980) ist eine polnische Historikerin.

## Leben
Sie studierte englische Philologie an der Jagiellonen-Universität (1999–2005); Spezialisierung: British Cultural Studies und European Political Sociology an der Högskolan Dalarna (2003–2004). Nach der Promotion in Kulturgeschichte am European University Institute (2009) hatte sie Lehraufträge an der Europa-Universität Viadrina, der Humboldt-Universität zu Berlin und an der FU Berlin. Sie war Koordinatorin des Projekts „Europe and Beyond. Transfers, Networks and Markets for Musical Theatre in Modern Europe“ am European University Institute in Florenz (2010–2011). Von 2011 bis 2013 war sie Alexander-von-Humboldt-Stipendiatin am Lehrstuhl für neuere deutsche Literatur an der Freien Universität Berlin. Von 2013 bis 2020 lehrte sie als Juniorprofessorin für Geschichte und Kultur Ostmitteleuropas im 19. und 20. Jahrhundert mit Schwerpunkt Polen an der Universität Bremen.

## Schriften (Auswahl)
- als Herausgeberin mit Sophie Wagenhofer: Cultural Representations of Jewishness at the Turn of the 21st Century. Florenz 2010.
- als Herausgeberin: Music, Longing and Belonging. Articulations of the Self and the Other in the Musical Realm. Newcastle upon Tyne 2013, ISBN 978-1-4438-4830-5.
- Klezmer’s afterlife. An ethnography of the Jewish music revival in Poland and Germany. Oxford 2013, ISBN 0-19-999579-6.
- als Herausgeberin mit Tara Kohn: Jewish translation, translating Jewishness. Berlin 2018, ISBN 3-11-054764-3.